# 俗女養成記 (書)
《俗女養成記》為江鵝的散文集作品。2016年初版。

## 概要
一位台南傳統中藥店家庭養成的六年級女人故事。

## 目錄
- 〔俗女lesson 1.〕

不要嫁惦的
滿仔家的菜包
媽媽的早齋
中藥房裡的跟屁蟲
中藥房的下午茶
來去呷一碗麵
- 〔俗女lesson 2.〕

香蕉緊來呷呷咧
阿嬤在浴室裡開的課
查某人嘛有自己的願望
學校裡的公共電話
去隔壁冊局買一塊墊板
- 〔俗女lesson 3.〕

買一縷幼麵
午後的一人實驗
這會槍殺你知嘸知
說國語比較高級
學鋼琴
- 〔俗女lesson 4.〕

亮起來的房間
只有保存，沒有期限
菜瓜太冷
錢是省出來的
愛拼才會贏
- 〔俗女lesson 5.〕

窗台上的花布
藥油保心安
妳為什麼那麼平靜？
叫阿姨
恁老母
菜包裡的紅豆